# Leucauge formosa
Leucauge formosa este o specie de păianjeni din genul Leucauge, familia Tetragnathidae. A fost descrisă pentru prima dată de Blackwall, 1863. Conține o singură subspecie: L. f. pozonae.